# Marie-Luise Jahn
Marie-Luise Jahn (Sandlack, Prússia, 28 de maig de 1918-22 de juny de 2010) va ser una metgessa i membre del grup de resistència antinazi La Rosa Blanca.
Jahn va néixer i va créixer en Sandlack, est de Prússia (avui anomenat Sędławki, i pertanyent a Polònia). Entre els anys 1934 i 1937 va assistir a una escola de Berlín i, el 1940, va començar els seus estudis de Química a la Universitat de Múnic. Allí Jahn va entaular una estreta amistat amb Hans Conrad Leipelt, membre de La Rosa Blanca. Després de l'arrest dels germans Hans i Sophie Scholl i de Christoph Probst, Jahn
va continuar amb la publicació de pamflets i va recaptar diners per ajudar a la vídua de Kurt Huber, també membre de La Rosa Blanca. A l'octubre de 1943 va ser arrestada per la Gestapo i sentenciada a dotze anys de presó.
Després del seu alliberament va estudiar medicina a la Universitat de Tübingen i va exercir com a metgessa en Bad Tölz.
El 1987 va ser membre fundadora de la Fundació Rosa Blanca.